# 头孢瑞南
头孢瑞南（INN：Cefluprenam）是第四代头孢菌素。该药物于2008年由现已解散的立派制药获得专利。1997年的一项临床试验表明，头孢氟南对细菌性肺炎非常有效。